# Pgrep

pgrep este o comandă UNIX scrisă original pentru Solaris 7, ulterior implementată și pe celelalte sisteme UNIX. pgrep caută și tipărește pe ecran toate procesele care respectă criteriul de selecție specificat. Selecția este aceeași ca și cea din comanda pkill, și este bazată pe expresii regulate.

## Sintaxă
```
pgrep [opțiuni] patern
```

unde patern este expresia regulată folosită pentru desemnarea procesului.
Dintre opțiunile cele mai des folosite amintim:
-G gid - procese aparținând grupului de utilizatori specificat
-P pid - proces desemnat prin identificatorul de proces
-n - selectează numai cel mai recent proces de acest tip
-t term - procese pornite din terminalul specificat
-U uid - procese aparținând utilizatorului specificat

## Exemple
Tipărește toate procesele din grupul other:
```
# pgrep -G other
```

Tipărește toate procesele care nu fac parte (-v) din grupul root:
```
# pgrep -v -u root
```